# Luís José de Vendôme
Luís José de Bourbon, duque de Vendôme (em francês:  Louis-Joseph de Bourbon, duc de Vendôme; Paris, 1 de julho de 1654 - Vinaròs, 11 de junho de 1712), chamado de o Grande Vãendôme  foi um nobre e general francês, pertencente à segunda Casa de Bourbon-Vendôme, ramo ilegítimo da Casa de Bourbon.
Foi duque de Vendôme (Luís III, 1669-1712), duque de Beaufort (1669-1688), duque de Étampes, de Mercœur e de Penthièvre (1669-1712).

## Biografia
É o filho mais velho de Luís II, duque de Mercœur, duque de Vendôme, e de Laura Mancini, sobrinha do Cardeal Mazarino. Era neto de César de Vendôme, homossexual como ele, sendo assim, bisneto do rei Henrique IV de França e de Gabrielle d'Estrées e neto de Francisca de Lorena. Irmão mais velho do Grão-prior Filipe de Vendôme, era também primo co-irmão da duquesa regente de Saboia Maria Joana Baptista de Saboia e da rainha de Portugal Maria Francisca de Saboia.
Orfão aos 15 anos, ele herda a imensa fortuna de seu pai, anteriormente de sua bisavó, a Duquesa de Mercœur e Penthièvre. Antes de suceder ao pai em 1669, era conhecido por Duque de Penthièvre. Foi criado pela sua tia materna, Maria Ana Mancini, Duquesa de Bulhão.
Iniciou uma carreira militar aos 18 anos, sendo promovido ao grau de tenente-general em 1688. Durante a Guerra dos nove anos, distingue-se nas batalhas de Steinkerque (3 de agosto de 1692) e de La Marsaille (4 de outubro de 1693), após o que comanda o exército de invasão da Catalunha em 1695 ocupando Barcelona em 1697.
Luís XIV sempre recusou fazê-lo marechal de França, uma vez que considerava que, apesar dele pertencer dum ramo bastardo, a sua origem real impedia-o de ambicionar uma dignidade inferior à do seu estatuto. Em 1702, após o aprisionamento do marechal François de Neufville, Duque de Villeroy, na Batalha de Cremona (1 de fevereiro de 1702) logo no início da Guerra da Sucessão de Espanha, Vendôme é nomeado para comandar os exércitos franceses na Itália em 1702. Conhece, então, Giulio Alberoni que fará carreira ao tornar-se seu amante.
Vendôme opõe-se durante três anos ao seu primo, o príncipe Eugénio de Saboia, marechal de campo imperial, que vence na Batalha de Cassano, em 1705. No ano seguinte, vence a batalha de Calcinato (19 de abril) antes de ser enviado para a Flandres onde o exército francês sofrera diversas derrotas. Mas entra em conflito com o duque de Borgonha e não consegue impedir nova derrota francesa na Batalha de Oudenarde (11 de julho de 1708).
Desgostoso com este revés, ele rejeita a responsabilidade sobre os netos de Luís XIV, retira-se para as suas propriedades. Casa então, em 1710 em Sceaux, com uma das suas primas, Maria Ana de Bourbon, Mademoiselle de Montmorency. Deste casamento não houve descendência.
Volta a ser chamado para retomar o comando do exército de Filipe V de Espanha, alcançando importantes vitórias nas batalhas de Brihuega (8 de dezembro de 1710) e a de Villaviciosa (10 de dezembro de 1710) que asseguram a Filipe o trono de Espanha. Criticado pelos seus contemporâneos que lhe censuram uma certa grosseria soldadesca  et des maneiras homossexuais dissolutas, foi um dos melhores generais de Luís XIV. Pela sua morte, em 1712 em Vinaròs, na Espanha, na sequência de uma indigestão, Filipe V de Espanha decretou luto em todo o seu reino; os seus restos mortais repousam no Mosteiro do Escorial (próximo de Madrid), na tumba dos Infantes.

## Casamento
Luís José casou com a sua prima Maria Ana de Bourbon, uma filha de Henrique Júlio, Príncipe de Condé e de Ana Henriqueta da Baviera. O seu avô paterno era o Grande Condé.
Conhecida por ser muito feia, o pai morrera deixando-a solteira. O irmão, que se tornara Príncipe de Condé em 1709, viria a morrer no ano seguinte sem tratar do casamento da irmã. Ela poderia ter casado com o Duque de Maine em 1692, mas este preferiu a irmã de Maria Ana, Luísa Benedita de Bourbon, com quem veio a casar.
A cerimónia de casamento teve lugar na capela do Castelo de Sceaux a 21 de maio de 1710. Sceaux, era a residência Ana Luísa Benedita de Bourbon. Luís José tinha cinquenta e cinco anos na altura e a noiva apenas trinta e dois. Dados os seus sucessos militares em Espanha e a proximidade familiar, a Casa de Bourbon decidira que, na eventualidade do rei Filipe V falecer sem geração, Luís José seria o próximo rei de Espanha. O casamento não teve geração, provavelmente dadas as tendências homossexuais do noivo Maria Ana morreu em 1718.
Apesar do rei Luís XIV ter autorizado o casamento, os manipuladores Duque e Duquesa do Maine, rapidamente prepararam os detalhes do casamento, provavelmente por interesses financeiros. Apesar da Princesa viúva de Condé não ter sido informada do casamento, ela esteve presente na cerimónia da Primeira noite em Sceaux, juntamente com Luís Henrique, Duque de Bourbon, a sua esposa Maria Ana de Bourbon, a Princesa viúva de Conti, e os seu filhos, o Príncipe de Conti e Luísa Adelaide, Mademoiselle de La Roche-sur-Yon.
Ao falecer, Luís José deixou à mulher o Ducado de Étampes e as respetivas terras. Ela manteve o título suo jure. Quando ela morreu, o ducado foi herdado pela sua sobrinha, Luísa Isabel de Bourbon, Princesa de Conti.

## Personalidade
Detestando os bastardo reais legitimados, o Duque de Saint-Simon, nas suas Memórias, traça dele um retrato áspero:
" Ele era de estatura comum para a sua altura, um pouco gordo mas vigoroso; forte e alerta; um rosto nobre e um ar cortesão [...] especialmente admirável, e que sabia tirar proveito até de seus maiores vícios, protegido pelo fraco rei dado o seu nascimento; educado pela arte, mas com uma escolha e uma medida mesquinhas, excessivamente insolentes [...] ao mesmo tempo, familiar e popular com o comum por uma afetação que exacerbava a sua vaidade e o fazia amar o vulgar; no fundo, o próprio orgulho, e um orgulho que queria tudo, que devorava tudo " .
Se, de facto, ele foi um dos grandes generais de Luís XIV (embora negligente com os detalhes e coadjuvado por bons lugares-tenente, como em Cassano e em Villaviciosa), o duque de Vendôme era conhecido pela sua grosseria. Marc-René de Voyer de Paulmy (1652-1721), marquês de Argenson, futuro ministro dos Negócios Estrangeiros de Luís XV, anotará no seu diário que o duque " era pessoa de excessos, de libertinagem, impureza e preguiça ".
Era conhecido pela sua homossexualidade ostensivamente vivida. Saint-Simon acusou-o de se ter entregue ao vício dos habitantes de Sodoma: " Monsieur de Vendôme ficou mais profundamente imerso nela do que ninguém, e tão publicamente que ele próprio não fez mais do que a galantaria quer a mais leve, quer a mais comum ", mas contrariamente ao célebre biógrafo, a Corte tolerava largamente os seus vícios. E, para se tratar dos seus males, o infeliz duque veio para Clichy " tratar a varíola entre as mãos mais hábeis, mas que falharam ". O bisneto de Henrique IV de França teve de regressar à Corte "com metade do seu vulgar nariz, com dentes caídos, e uma fisionomia totalmente alterada, que lhe dava um aspeto simplório".

## Actividade militar
- 1659-1669 : governador da Provença
- 1677 : brigadeiro de infantaria
- 1678 : marechal de campo
- 1688 : tenente-general
- 1659-1694 : general das galeras do rei de França
- 1695-1697 : tenente general do exército do rei em Espanha
- 1697 : conquista de Barcelona, e nomeação como Vice-rei da Catalunha
- 1702-1706 : tenente-general do exército do rei na Itália
- 1702 : batalha de Luzzara
- 1705 : batalha de Cassano
- 1706-1708 : tenente-general do exército do rei na Flandres
- 1706 : batalha de Calcinato
- 1708 : bataha de Oudenarde
- 1710 : batalha de Brihuega
- 1710 : batalha de Villaviciosa
- 1710 : general do exército espanhol.

## Títulos
- Cavaleiro da Ordem do Rei
- Cavaleiro da Ordem do Tosão de Ouro
- Príncipe de sangue de França
- Primeiro príncipe de sangue de Espanha
- Duque de Vendôme
- Duque de Étampes
- Duque de Mercœur
- Conde de Dreux
- Conde de Penthièvre
- Príncipe de Anet
- Príncipe de Martigues.

## Curiosidade
Foi em Clichy, na casa do financeiro Antoine Crozat que Luís José, duque de Vendôme e de Étampes, se refugia durante quase três meses para se curar da varíola. Era uma casa, vasta e confortável, no meio de magníficos jardins desenhados por André Le Nôtre.